# 放射刺頸龜
放射刺頸龜（學名：Acanthochelys radiolata）是刺頸龜屬下的一種龜，只生活在巴西。